# 吉富製薬
吉富製薬株式会社（よしとみせいやく、英文・YOSHITOMI PHARMACEUTICAL INDUSTRIES, LTD.）は、かつて存在した日本の製薬会社。略称は「ヨシトミ」。
タケダグループの国内子会社であり、東京証券取引所及び大阪証券取引所に上場していた。

## 概要
医療用医薬品・化学品事業の研究開発・製造・販売を手がけ、「精神科の薬」を有するスペシャリティファーマだった。なお、かつては一般用医薬品事業も行っていた。
1998年（平成10年）4月1日、ミドリ十字と合併。同時に営業本部内に「精神科医薬品事業本部」を設置した。その後、2000年（平成12年）4月1日、ウェルファイドに社名を変更。ただし、精神科医薬品分野については、トミジェック吉富及びエイパムと統合した上で吉富薬品として分社化した。なお、ウェルファイドは2001年（平成13年）10月1日、三菱東京製薬と合併し、三菱ウェルファーマ株式会社となった。
社章はタケダの国内向けロゴの三角形に白抜きで「化」、その下に「ヨシトミ」が添えられていた。

## 沿革
- 1940年（昭和15年）8月1日 - 株式会社武田長兵衛商店（現・武田薬品工業）と日本化成工業株式会社[注釈 2]（現・三菱ケミカル）の共同出資により、武田化成株式会社を設立。
- 1942年（昭和17年）5月 - 福岡県築上郡東吉富村（現・吉富町）に吉富工場（現・田辺三菱製薬工場 吉富工場）が竣工。研究開発と生産を開始。
- 1946年（昭和21年）12月10日 - 吉富製薬株式会社に社名変更。
- 1948年（昭和23年）7月 - ハンセン病治療剤プロトミンを発売[2]。
- 1949年（昭和24年）5月16日 - 東京証券取引所及び大阪証券取引所株式市場第1部に上場。
- 1950年（昭和25年）- バイエルと医薬品の販売取扱品目を広げた。
- 1954年（昭和29年）- 化成品事業部門を新設。
- 1961年（昭和36年）
  - 東京都北区に東京研究所が竣工。研究開発を開始。
  - 12月12日 - 関連会社としてルシドール吉富株式会社（現・アルケマ吉富）を設立。
- 1962年（昭和37年）- 大阪府大阪市東区（現・大阪府大阪市中央区道修町）に本社ビル竣工（現在は解体）、本社を移転。
- 1968年（昭和43年）
  - 関連会社として成和興業株式会社（現・田辺三菱製薬プロビジョン）、関連法人として財団法人精神神経系薬物治療研究募金（現・一般財団法人先進医薬研究振興財団）を設立。
  - 三重県楠町（現・四日市市）に久寿工場が竣工。
- 1970年（昭和45年）- 吉富工場内に中央研究所（のちの九州研究所）が竣工。
- 1973年（昭和48年）4月5日 - バイエルおよび武田薬品、吉富製薬の3社合弁により、バイエル薬品株式会社を設立。
- 1978年（昭和53年）‐ 関連会社として成和エンジニアリング株式会社（のちに吉富エンジニアリング株式会社へ社名変更。現在は解散）、株式会社成和実験動物研究所（後にセアック吉富株式会社へ社名変更。現在は解散）を設立。
- 1980年（昭和55年）
  - 4月1日 - 医薬品の自社販売を開始。
  - 9月2日 - 成和倉庫株式会社（吉富倉庫を経て、現・MPロジスティクス）を設立。
- 1982年（昭和57年）4月1日 - エム・アンド・ティケミカルズとの合弁により、エム・アンド・ティ吉富株式会社（現・エーピーアイコーポレーション）を設立。
- 1984年（昭和59年）
  - 東京研究所を東京都北区から埼玉県入間市に新築移転し拡充。
  - 日本初の抗不安薬「デパス」（一般名：エチゾラム）を発売。
- 1985年（昭和60年）- ミドリ十字との間で販売に関する契約を締結。
- 1988年（昭和63年）4月1日 - 日本たばこ産業との合弁で、一般用医薬品事業を手がける株式会社ライフィックス[注釈 3][注釈 4]を設立。
- 1989年（平成元年）11月 - 東京都文京区湯島に東京支社の新ビル社屋（現在は閉鎖し、売却）が竣工。
- 1990年（平成2年）7月1日 - ルシドール吉富がアトケム吉富株式会社に社名変更。
- 1993年（平成5年）- 三重県名張市に研修拠点「名張研修所」が竣工。
- 1995年（平成7年）11月1日 - トミジェック吉富株式会社（現・吉富薬品）を設立。
- 1996年（平成8年）10月1日 - 化成品事業部門を分社化、吉富ファインケミカル株式会社（現・エーピーアイコーポレーション）を設立。
- 1997年（平成9年）
  - 吉富工場内に新製剤工場が竣工。
  - 英国に関連会社「吉富神経科学研究所」を設立。
  - ミドリ十字との合併契約書に調印。
- 1998年（平成10年）
  - 4月1日 - ミドリ十字を吸収合併。営業本部内に精神科医薬品事業本部を設置。
  - 6月22日 - 外用抗真菌剤「アトラント軟膏」を発売。
  - 10月1日 - 営業所を全国主要都市の各101営業所に再編。
- 1999年（平成11年）
  - 4月1日
    - 吉富セーワ株式会社（現・田辺三菱製薬プロビジョン）を存続会社として、ミドリファミリーサービス、ミドリユニオンサービス、グリーンエステートを吸収合併。
    - 東日本営業統括部と西日本営業統括部を廃止。「首都圏営業統括部」と「関西営業統括部」に再編。

  - 9月2日 
    - 三菱化学 医薬カンパニー（現・三菱ケミカル）と協和発酵工業（現・協和キリン）と共同で、ヒト遺伝子機能解析を目的とするベンチャー企業・株式会社ジェンコムを設立。
    - 遺伝子組換えアルブミン製造専用工場の千歳工場が完成。

  - 11月30日 - 研究拠点・都島工場を閉鎖。
- 2000年（平成12年）4月1日 - ウェルファイド株式会社に社名変更。

## 事業所一覧
2000年（平成12年）3月31日終了時点
- 本社 - 大阪府大阪市中央区平野町二丁目6番9号 - 閉鎖済、後に解体。

支社・支店
- 東京支社 - 閉鎖済、後に売却。
- 札幌支店
- 仙台支店
- 東京支店
- 北関東支店
- 埼玉支店
- 千葉支店
- 横浜支店
- 甲信越支店
- 名古屋支店
- 大阪支店 - 閉鎖済、後に解体。
- 京都支店
- 神戸支店
- 広島支店
- 高松支店
- 福岡支店 - 閉鎖済、後に解体。

営業統括部
- 首都圏営業統括部
- 東日本営業統括部
- 関西営業統括部
- 西日本営業統括部

物流センター（現在はいずれも廃止済）
- 関東物流センター
- 札幌物流センター
- 東京物流センター
- 大阪物流センター
- 関西物流センター
- 九州物流センター

事務所・工場
- 城東事務所 - 閉鎖済、後に解体。
- 東京開発事務所 - 閉鎖済、後に解体。
- 吉富工場 - 現・田辺三菱製薬工場 吉富工場。
- 富山工場 - 現・大塚製薬工場 富山工場。
- 淀川工場 - 閉鎖済。
- 千歳工場 - 閉鎖済。
- 久寿工場 - 閉鎖済。
- オサダノ工場 - 閉鎖済。

研修所・研究所
- 名張研修所 - 閉鎖済。
- 東京研究所 - 閉鎖済。
- 福崎安全性研究所 - 閉鎖済。
- 大阪研究所 - 閉鎖済、後に解体。
- 九州研究所 - 廃止済。

関連会社
- 吉富物流株式会社
- 国際試薬株式会社 - シスメックス国際試薬を経て、現・シスメックス。
- アトケム吉富株式会社
- セアック吉富株式会社
- エム・アンド・ティ吉富株式会社 - 現・エーピーアイ コーポレーション。
- 吉富エンジニアリング株式会社
- 吉富倉庫株式会社 - 現・MPロジスティクス。
- トミジェック吉富株式会社 - 現・吉富薬品。
- 吉富ファインケミカル株式会社 - 現・エーピーアイ コーポレーション。
- 吉富神経科学研究所
- 株式会社カレックス
- 株式会社ジェンコム
- 株式会社エイパム - 現・吉富薬品。
- 不二興産株式会社
- 吉富ファルマ株式会社
- アルファ・テラピゥティク・コーポレーション
- アルファ・テラピゥティク・アジア Pte Ltd.
- アルファ・テラピゥティク・タイランド Ltd.
- ミドリ・ファーメリカ・コーポレーション
- 台湾緑十字股份有限公司
- 廣州緑十字薬業有限公司
- グリーン・クロス・コーポレーション・オブ・アメリカ Inc.
- グリーン・クロス・インターナショナル Inc.
- グレートイヤー・トレーディング・カンパニー
- 吉富セーワ株式会社 - 現・田辺三菱製薬プロビジョン。
- 株式会社バイファ - 廃業済。
- 株式会社マイサークル
- 九州吉富物流株式会社